# Нижньодністровський національний природний парк
Нижньодністро́вський націона́льний приро́дний парк — природоохоронна територія, національний природний парк в Україні, в пониззі річки Дністер. Розташований у межах Білгород-Дністровського та Одеського районів Одеської області.
Парк засновано 13 листопада 2008 року у відповідності до Указу Президента України № 1033. Нижньодністровський національний природний парк входить в десятку найкращих Національних природних парків України.

## Територія (акваторія)

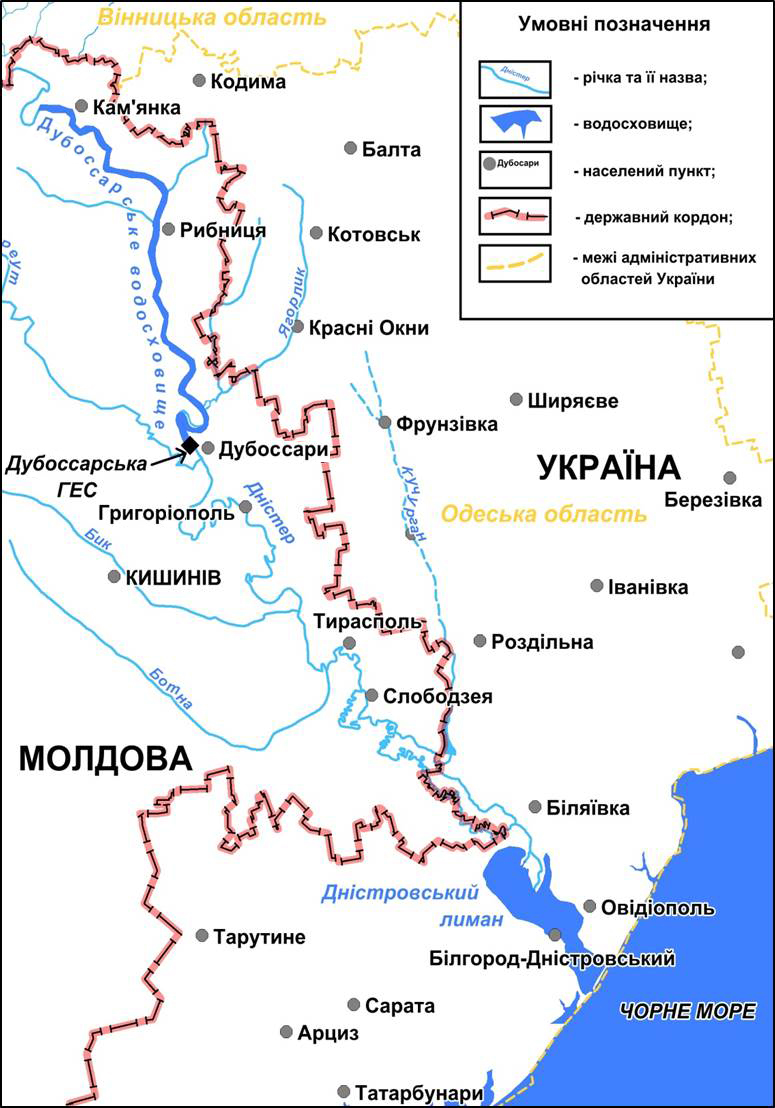
Картосхема пониззя р. Дністер.

### Загальна характеристика
Загальна площа Нижньодністровського національного природного парку становить 21311,1 га, у тому числі 3700 га земель, що надаються йому в постійне користування, та 17611,1 га земель, що включені до його складу без вилучення у землекористувачів, на яких здійснюється традиційна господарська діяльність з додержанням загальних вимог щодо охорони навколишнього природного середовища. 
Найближчий населений пункт — с. Маяки Одеського району, в якому розташований адміністративний будинок № 2 Нижньодністровського національного природного парку. Село Маяки розташоване на лівому березі річки Дністер, за 40 км від м. Одеси.
На території Маяківської сільської ради, за межами населених пунктів на правому березі річки Дністер, землі також належать до складу природно-заповідного фонду України, мають лісогосподарське призначення та входять до складу Нижньодністровського національного природного парку.

### Зонування території
Нижньодністровський національний природний парк, як і всі інші національні парки, згідно з законом України про ПЗФ (1992), має поділ території на функціональні зони. У межах кожної з цих зон на території Парку встановлюється диференційований режим щодо охорони, відтворення та використання його природних ресурсів. Виділяють чотири зони парку:
- заповідна зона;
- зона регульованої рекреації;
- зона стаціонарної рекреації;
- господарська зона.

### Території ПЗФ у складі Нижньодністровського НПП
Нерідко оголошенню національного парку або заповідника передує створення одного або кількох об'єктів природно-заповідного фонду місцевого значення. В результаті, великий національний природний парк фактично поглинає раніше створені ПЗФ. Проте їхній статус зазвичай зберігають.
До складу території Нижньодністровського національного природного парку входять такі об'єкти ПЗФ України:
- «Дністровські плавні» (заповідне урочище);
- «Лиманський» (ландшафтний заказник місцевого значення)
- Карагольська затока, яка з 1965 року була частиною іхтіологічного заказнику.

## Структура парку (як установи)

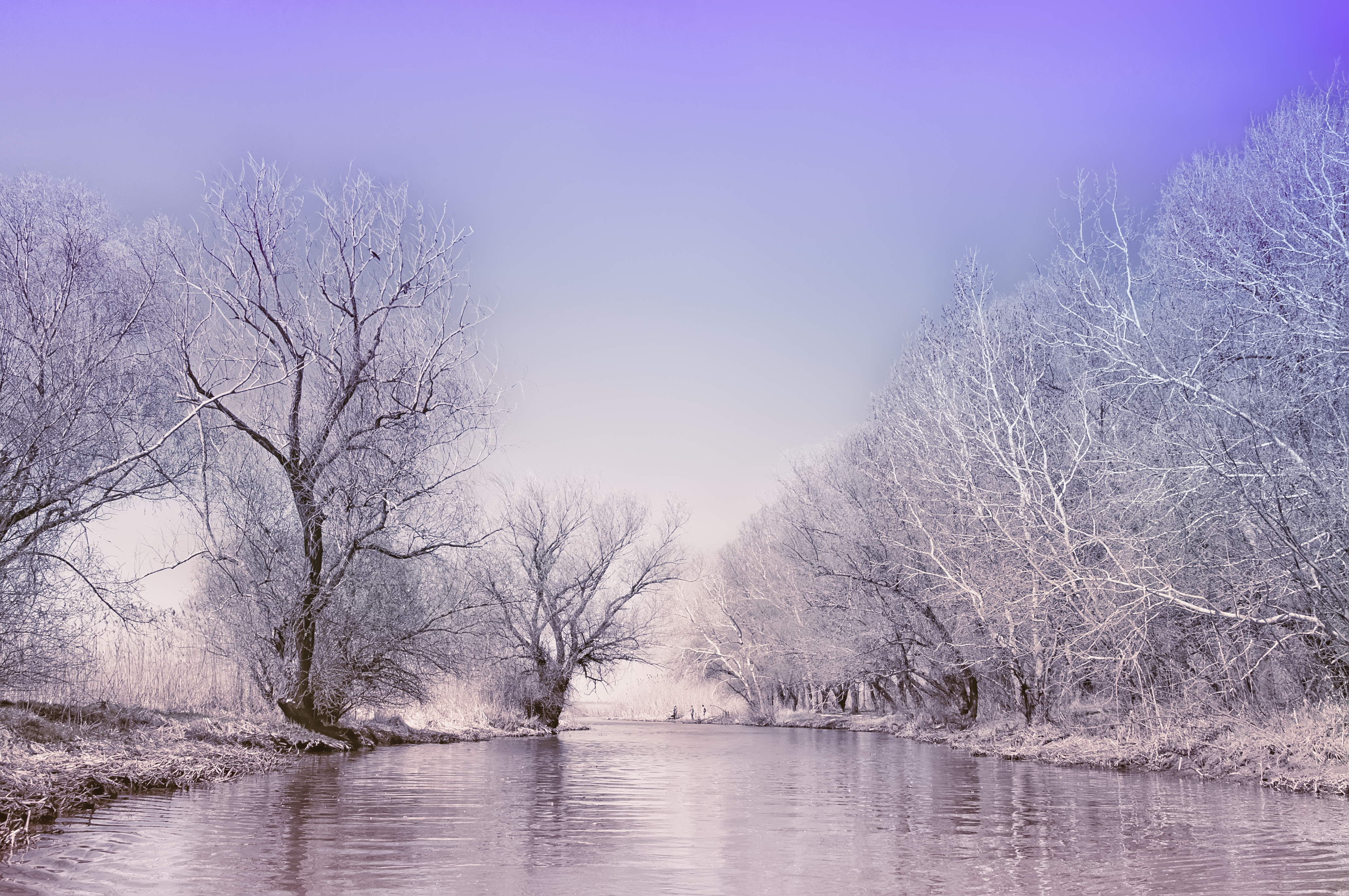
Краєвид у Парку. Світанок на р. Турунчук.

Існують два адміністративні будинки парку: в м. Одесі та в с. Маяки Одеського району Одеської області.
У структурі парку існують чотири відділи та два науково-дослідні відділення:
- науковий відділ;
- відділ державної охорони, збереження та відтворення екологічних систем;
- відділ екоосвіти та рекреації;
- господарський відділ;
- Маяцьке природоохоронне науково-дослідне відділення;
- Удобнянське природоохоронне науково-дослідне відділення.

## Стан природних комплексів та їхньої охорони

### Водні екосистеми
Одна з найбільших цінностей парку — водні угіддя. Парк розташований у межах водно-болотних угідь міжнародного значення: «Північна частина Дністровського лиману» та «Межиріччя Дністра-Турунчука», які є Рамсарськими угіддями.
Унікальні за своїм статусом території річок Дністер і Турунчук, озерно-плавневі системі в межах парку, тому особливу увагу науковці приділяють вивченню впливу гідрологічного режиму на екосистеми, рослинний і тваринний світ.

### Флора

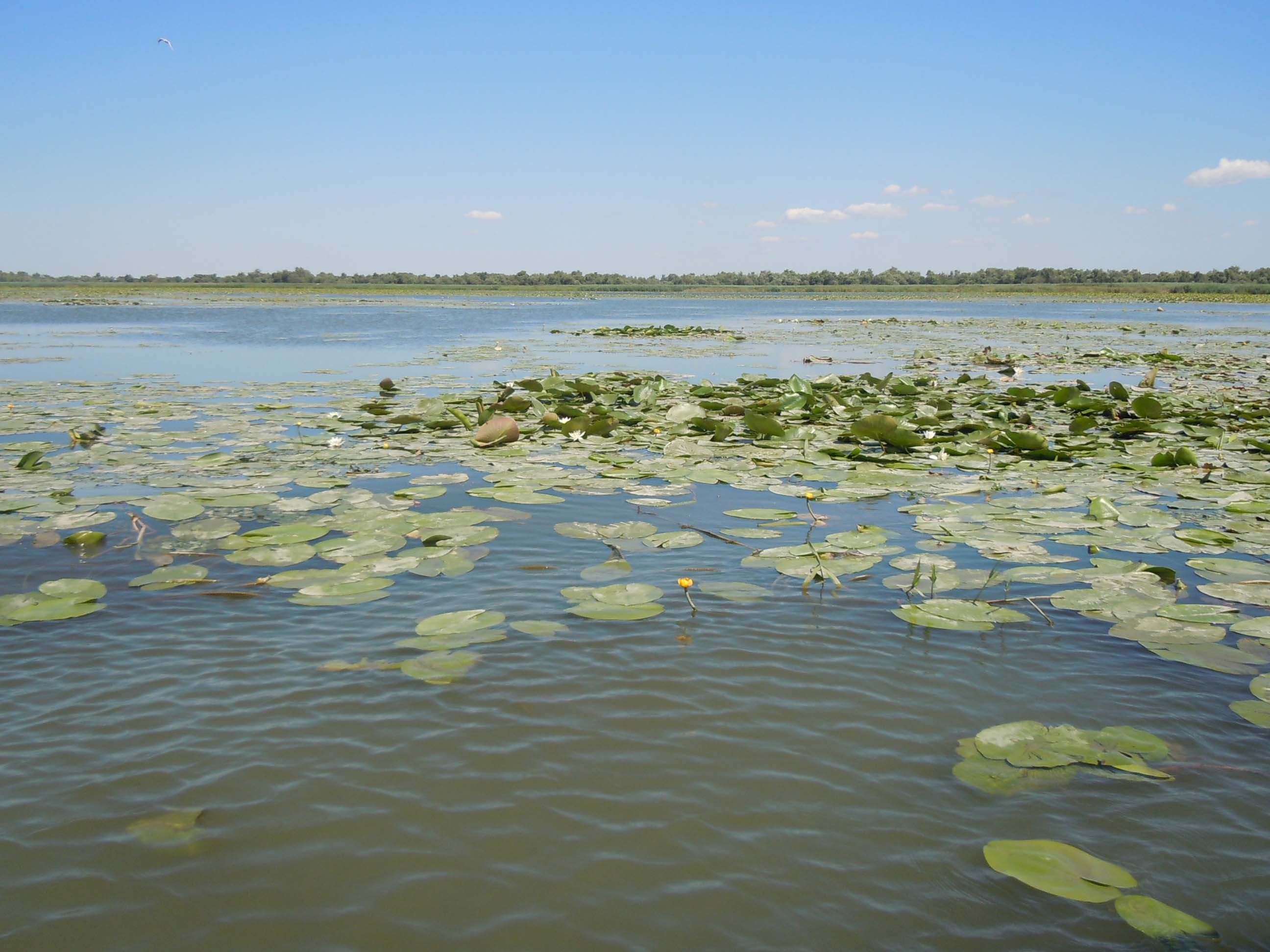
Глечики жовті на Білому озері

На території парку зареєстровано понад 700 видів вищих рослин, з яких 28 — рідкісні, занесені до Червоної книги України. Деякі види рослин і тварин занесені також до Європейського червоного списку та до списку рідкісних видів Міжнародної спілки охорони природи. Саме тому дельта Дністра є природним багатством світового надбання.

### Фауна

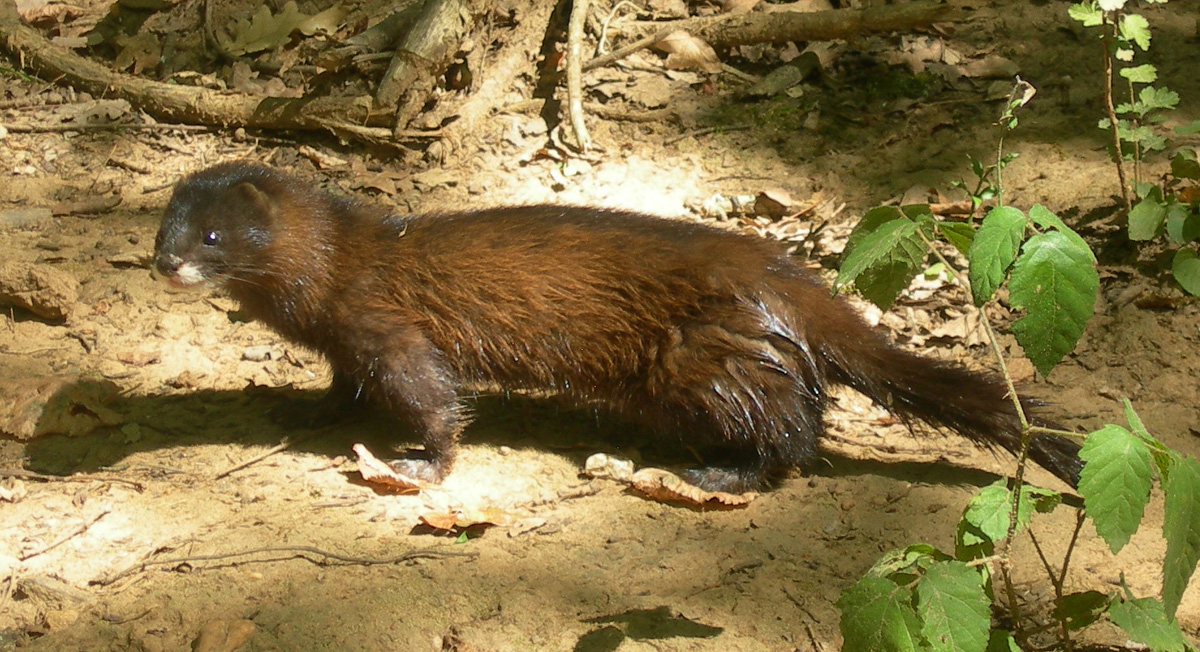
Норка європейська — рідкісний ссавець, стабільна популяція якого в Україні відома тільки на Нижньому Дністрі.

На території Парку виявлено: молюсків — 90 видів, комах — 554 види, риб; — 67 видів, земноводних — 9, рептилій — 6 видів, представників пташиного світу — 254 види; ссавців — 32 види (без рукокрилих).
У межі парку включені частини двох водно-болотних угідь міжнародного значення «Межиріччя Дністра — Турунчука» та «Північна частина Дністровського лиману», які охороняються Рамсарською конвенцією. Тому територія Парку, як складова водно-болотних угідь, має унікальне значення як місце гніздування, линяння і зимівлі для птахів, що мігрують між Євразією та Африкою.
Завдяки унікальним природним умовам і збереженню типових ландшафтів територія НПП характеризується надзвичайно високим різноманіттям фауни. Із них у Червону книгу України занесені 9 видів риб, 20 видів комах, 2 види рептилій, 20 видів ссавців, 58 видів птахів. Пелікан кучерявий, баклан малий, казарка червоновола, савка, орлан-білохвіст — види, що занесені до Європейського червоного списку тварин і рослин, що знаходяться під загрозою зникнення у світовому масштабі.
У пониззі Дністра існують найбільші колонії лелекоподібних і веслоногих птахів Азово-Чорноморського регіону. Чисельність деяких гніздових видів дельті Дністра складає понад 1 % відповідних географічних популяцій, що визначає виключну важливість цих місць існування. Тут гніздиться (максимальна чисельність) 3160 пар коровайки (7,0 % географічної популяції), 5400 пар квака (3,6 %), 1020 пар чаплі жовтої (1,6 %), 8000 пар баклана великого (8,0 %), 860 пар чепури великої (7,2 %), 1026 пар чепури малої (1,6 %), 420 пар чаплі рудої, понад 700 пар баклана малого.
На території парку мешкає одна з останніх в Україні природних популяцій рідкісного коловодного виду ссавців — норки європейської (Mustela lutreola), щодо якої опубліковано огляд стану популяцій. На Нижньому Дністрі також мешкає популяція крота, який розселився тут далеко на південь, за межі свого основного ареалу, само завдяки заплавним комплексам. Тут мешкає стабільна локальна популяція шакала, опис екології якої опубліковано відомим дослідником природи Нижнього Дністра Миколою Роженком.

## Охорона та екопросвіта
У розпорядженні Нижньодністровського національного природного парку є лише 3700 га земель, які надані у постійне користування (це лише 17,4 %), та 17611,1 га земель, що включені до НПП без вилучення у землекористувачів і на яких здійснюється традиційна господарська діяльність із дотриманням загальних вимог щодо охорони навколишнього природного середовища. Парк створено в регіоні, де споконвічно розвивалися різні форми заплавного природокористування, у тому числі й риболовля та полювання. У зв'язку з цим щоденна праця співробітників Парку і служби охорони пов'язана з екопросвітою та з виявленням порушень заповідного режиму, який тут встановлено лише восени 2008 року.

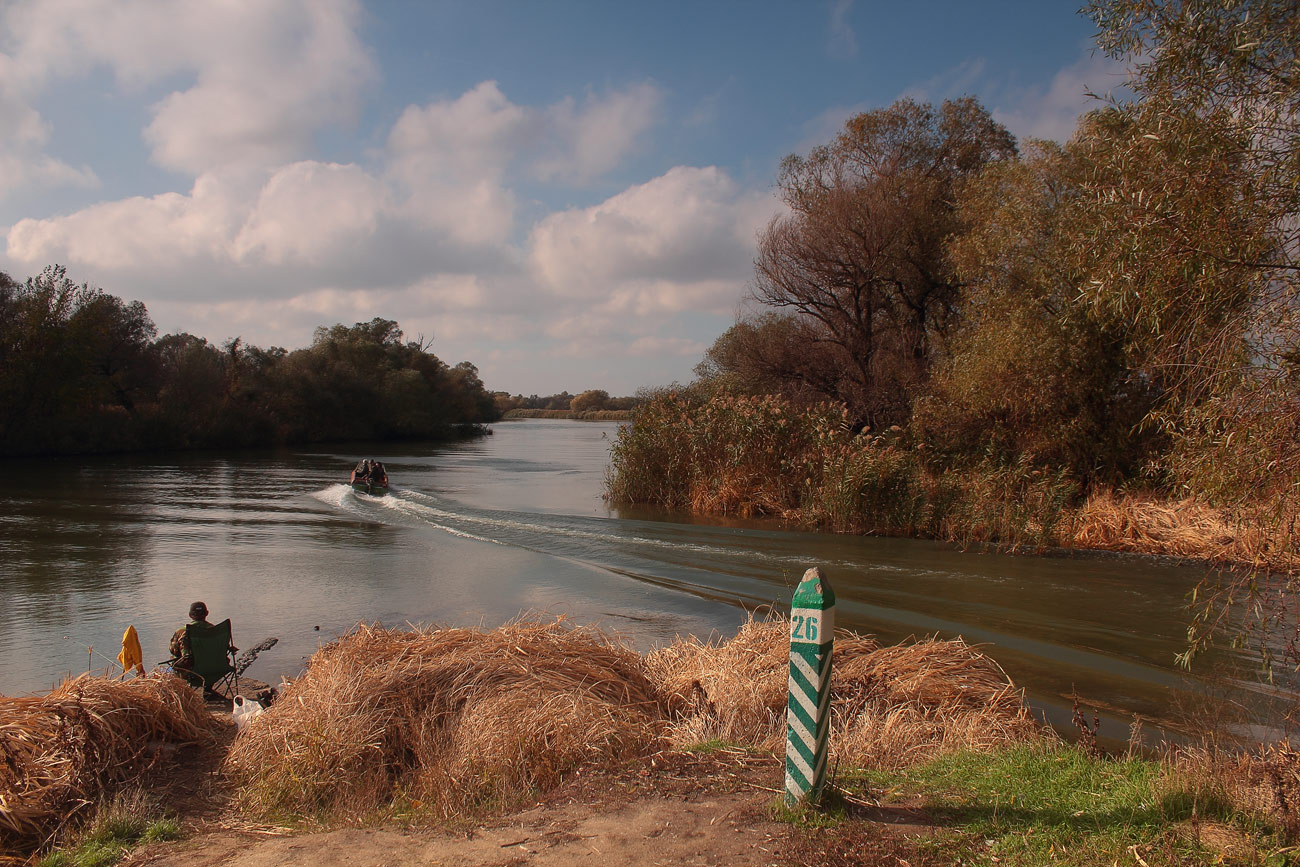
Межа Парку: місце постійного контакту природоохоронців і природокористувачів

### Охорона природних комплексів
У регіоні Нижнього Дністра традиційно з давніх-давен практикують полювання й риболовля, які поширюються і на територію парку. Служба охорони Парку постійно веде контроль цього і регулярно вилучає знаряддя лову, зокрема й тенета для лову риби, про що постійно інформує екологічну громадськість на своєму сайті та в мас-медіа. Виявляти такі випадки порушень заповідного режиму допомагають Парку і місцеві екологи, у тому числі й група волонтерів, які активно співпрацюють з Парком. За звітами служби охорони НПП мова йде про кілометри вилучених тенет.

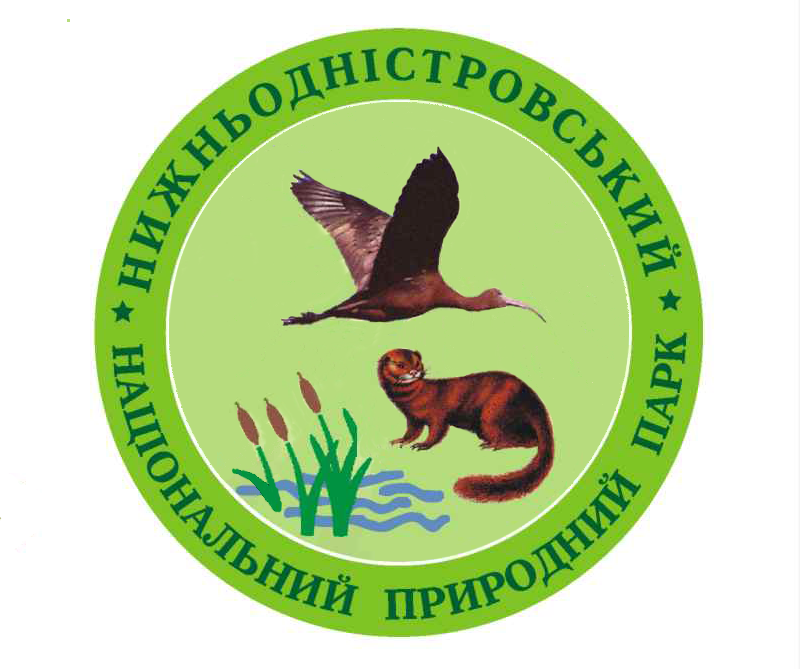
Логотип парку

Співробітники парку в останні два роки організували унікальну акцію: виявлені сітки не нищаться, а переробляються волонтерами на маскувальні сітки і переправляються українським бійцям, що воюють в зоні АТО. На сайті Парку зазначено, що «Громадські організації разом із співробітниками парку знайшли корисне застосування сіткам, що були вилучені на території парку. З них були виготовлені маскувальні сітки для АТО, які зараз рятують життя нашим патріотам. За це окремо на урочистому заході з нагоди святкування Дня Незалежності подякували волонтери.»

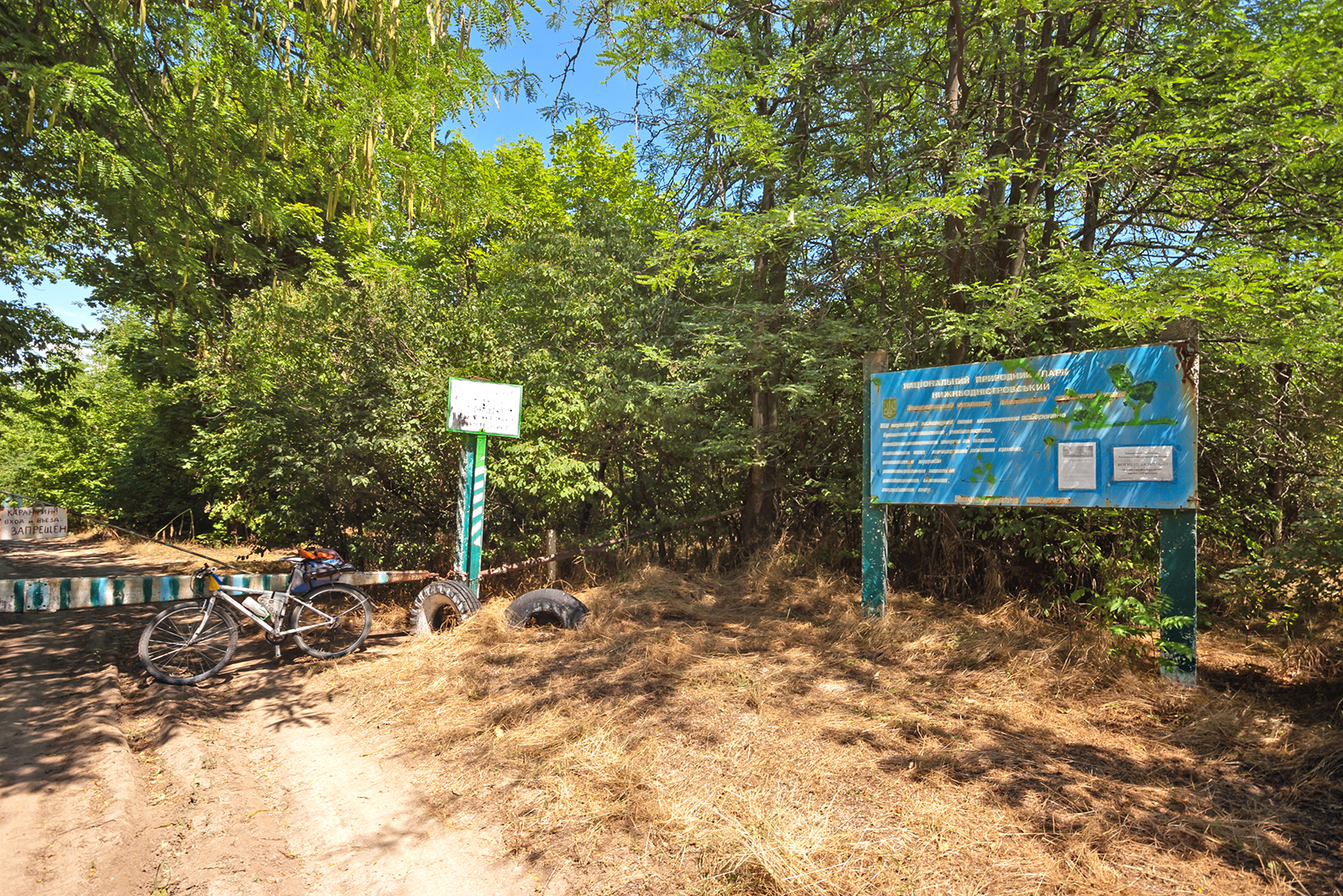
Аншлаг біля с. Південне

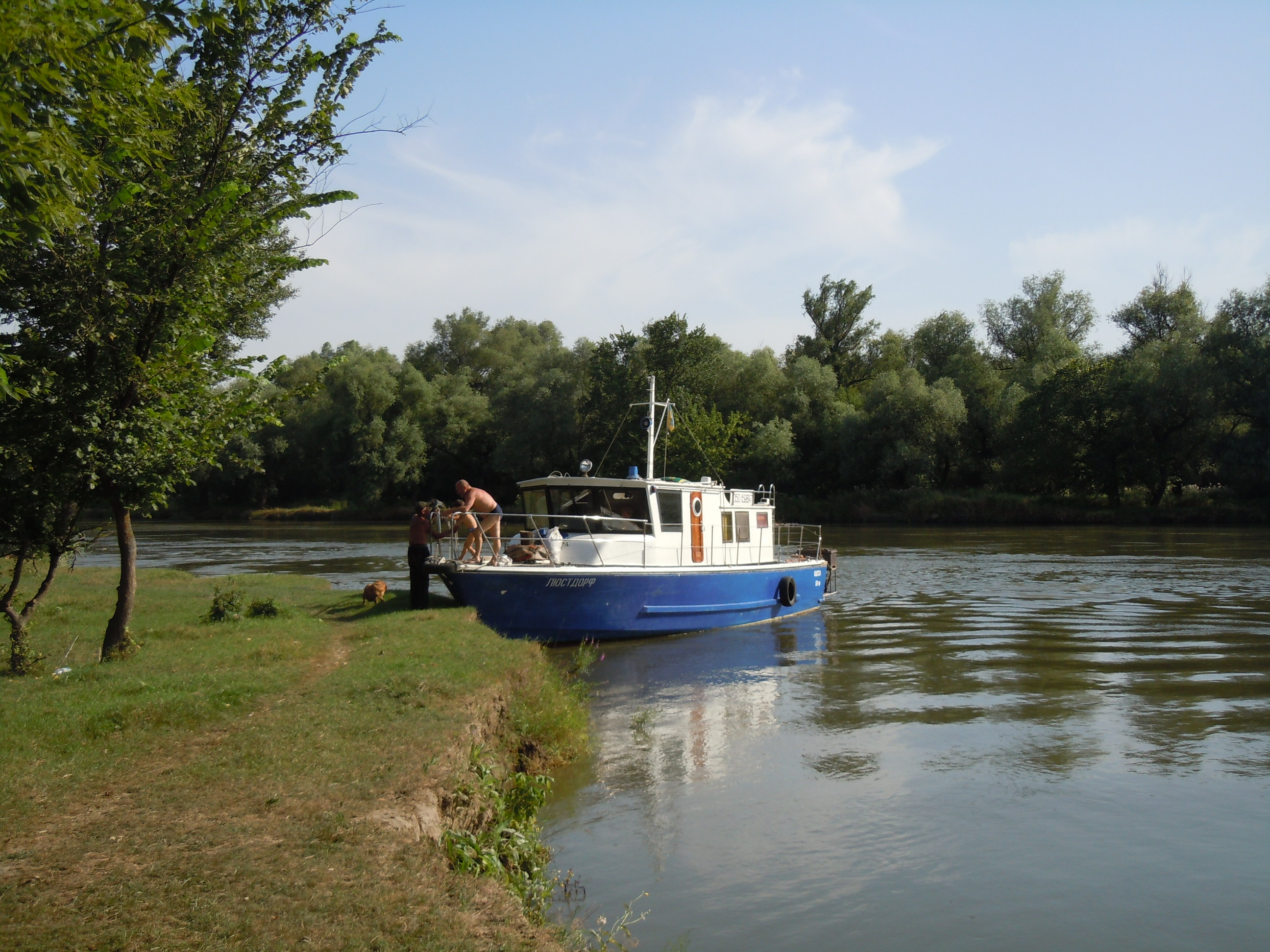
Річка Турунчук біля села Яськи

### Проблеми природокористування та екопросвіта
У Нижньодністровському національному природному парку існує низка типових для заповідних територій України проблем, що пов'язані з використанням ділянок, які межують із населеними пунктами. Наприклад, у зоні регульованої рекреації Парку біля с. Маяки Біляївського району Одеської області в період розбудови Парку було споруджено близько 50 дач. Попри це, Парк постійно працює над налагодженням співпраці з місцевими громадами, проводить із ними зустрічі, семінари, організує різноманітні екологічні акції, у тому числі й зі школярами, що сприяє налагодженню нормального співіснування природоохоронців і природокористувачів, зростанню екологічної свідомості населення, поширенню знань про безцінні куточки регіону, якими можна і варто пишатися.
Особливо велику роль співробітники парку приділяють роботі з дітьми.
Серед таких акцій:
- висадка дерев в населених пунктах, що входять в територію НПП[12]),[13]
- участь у проведенні творчих конкурсів та виставок[14],
- екологічні рейди та акції (напр. «Чистий Дністер — запорука екологічної рівноваги регіону» 25 квітня 2015 року)[15][16].

Водночас, доволі часто трапляються випадки неконтрольованих пожеж у плавнях, що знищує матеріальні цінності, створює загрозу для життя людей, тварин, негативно впливає на навколишнє природне середовище. Так, наприклад, 15 січня 2022 року, о 13:00, вогонь, який спалахнув одночасно на двох ділянках парку, поміж 40-41 км та 45-46 км вздовж автомобільної траси Одеса—Рені, блискавично поширився завдяки шквальному вітру. Полум'я швидко дісталося котеджного селища Ватер-Сіті, яке розташоване поблизу, затягло його димом і рушило до р. Турунчук. На місці пожежі працювали 7 підрозділів ДСНС. Спільними зусиллями місцевих жителів і пожежників вогонь вдалося загасити тільки наступного дня близько 20:00. Площа пожежі становила близько 800 гектарів, а збитки - 440 000 грн.
21 січня 2022 року в Нижньодністровському національному природоохоронному парку знову сталася пожежа, в результаті якої згорів очерет на відкритій території природоохоронного парку на орієнтовній площі 5 гектарів.

### Екотуризм

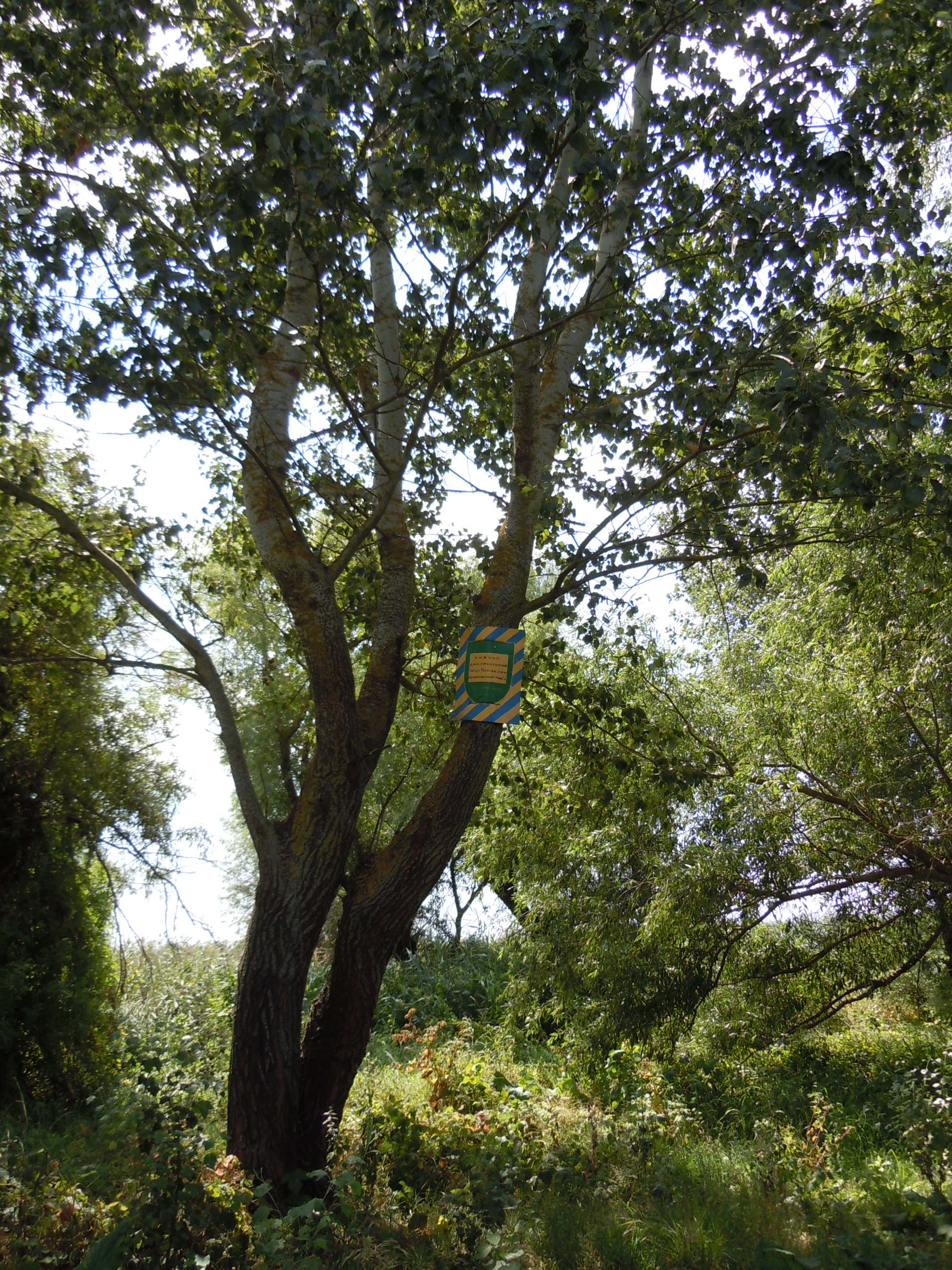
Нижньодністровський природний парк

Нижньодністровський національний природний парк із 49 національних парків України за рейтингами ЗМІ входить у десятку найкращих національних парків. «Тут справжній рай для любителів природи».
Відділом екоосвіти та рекреації Нижньодністровського національного природного парку було розроблено та затверджено чотири екологічні маршрути: «Царство птахів», «Дністровська Амазонія», «Старий Турунчук», «Блискучий Ібіс» та одна екологічна стежка — «Острів Гонтаренко».
- Туристичний маршрут «Царство птахів». Протяжність маршруту — бл. 20 км. Водний маршрут на катері від села Маяки головним руслом Дністра, потім по руслу Глибокий Турунчук з виходом у Дністровський лиман. Зворотний шлях — через протоку «Кіляри» з виходом у Глибокий Турунчук, далі Дністром до села Маяки. Під час екскурсії відвідувачі побачать пеліканів, лебедів, великих та малих бакланів, чапель, болотних крячок, а також зарості рідкісної рослини — плавуна щитолисного, і найбільшу в Європі плантацію глечика жовтого.
- Туристичний маршрут «Дністровська Амазонія». Довжина маршруту від міста Біляївка — 8 км, від села Маяки — 20 км. Цей річковий маршрут пролягає основним руслом Дністра, руслом річки Турунчук та мальовничою протокою «Амазонка» через заплавний ліс.

## Розслідування
В грудні 2024 року в пресцентрі ГУ Нацполіції в Одеській області повідомили, що правоохоронці викрили трьох браконьєрів, два з яких – працівники Нижньодністровського національного природного парку, ще один – робітник одного з місцевих рибальських кооперативів. За підрахунками фахівців, завдані державі збитки становлять майже 2 млн грн. За місцями проживання та роботи фігурантів провели обшуки, під час яких вилучили незаконне знаряддя лову, зокрема, раколовки, сітки, мішки, а також службову документацію, телефони та майже 180 од. риб, серед яких товстолобик, короп, карась, жерех, судак, сом, окунь та лящ. Усім трьом фігурантам повідомили про підозру за ч. 1 ст. 249 КК України – у незаконному зайнятті рибним добувним промислом, що заподіяло істотну шкоду, зокрема вчиненому за попередньою змовою групою осіб. Окрім цього, працівникам Нижньодністровського національного природнього парку повідомлено про підозру за ч. 2 ст. 364 КК України – у зловживанні службовим становищем, що спричинило інтересам держави тяжкі наслідки, вчинене за попередньою змовою групою осіб. Досудове розслідування триває під процесуальним керівництвом Біляївської окружної прокуратури.

### Ресурси Інтернету
- Сайт Нижньодністровського НПП [Архівовано 15 листопада 2016 у Wayback Machine.]
- Пониззя Дністра (сайт Миколи Роженка про Нижньодністровський НПП та інші перлини)
- Нижньодністровський національний природний парк // ПЗФ України (Мінприроди. сайт) [Архівовано 13 березня 2022 у Wayback Machine.]
- Про створення Нижньодністровського національного природного парку. Президент України; Указ, Перелік від 13.11.2008 № 1033/2008 [Архівовано 8 грудня 2015 у Wayback Machine.]
- Гість студії — директор Нижньодністровського національного природного парку («Встречи на Думской»)
- Вікісховище має мультимедійні дані за темою: Нижньодністровський національний природний парк

### Публікації про Нижньодністровський національний природний парк та його природу
- Олейник Ю. Н., Роженко Н. В. Очерк териофауны устьевой области р. Днестр [Архівовано 8 грудня 2015 у Wayback Machine.]. — Одесса, 2011. — 28 с. — (Известия музейного фонда имени А. А. Браунера; Том 8, вып. № 4)
- Роженко М. В. Хижі ссавці Північно-Західного Причорномор'я (фауна, динаміка чисельності та морфологія). Дисертація на здобуття наукового ступеня кандидата біологічних наук за спеціальністю 03.00.08 — зоологія. Інститут зоології ім. І. І. Шмальгаузена НАН України. Київ, 2006.